# مصروف

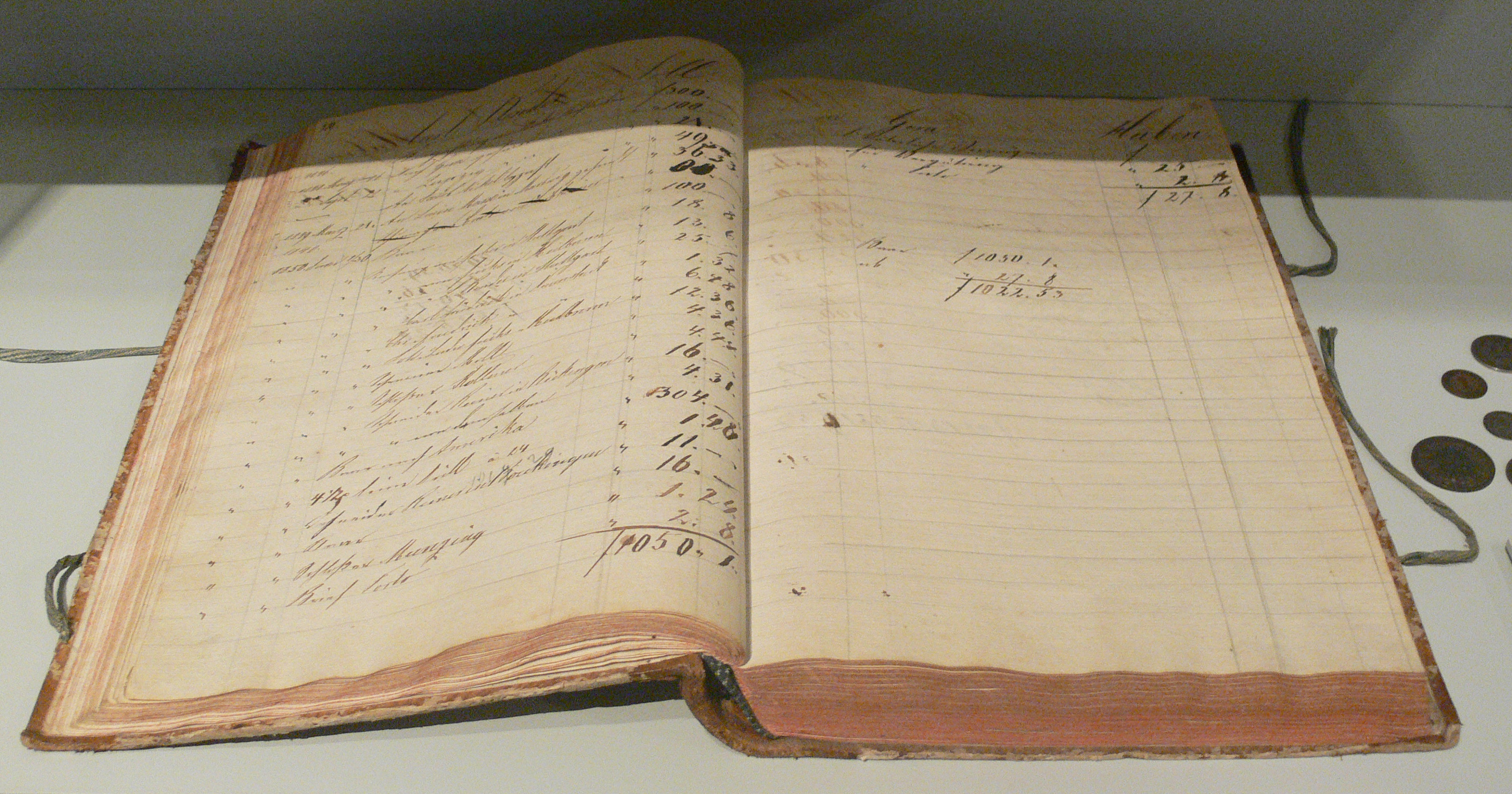

المصروف هو تدفق الأموال، أو أي شكل من أشكال الثروة بشكل عام، إلى شخص أو مجموعة لدفع ثمن عنصر أو خدمة، أو لفئة من التكاليف. بالنسبة للمستأجر، الإيجار هو نفقة. للطلاب أو أولياء الأمور، الرسوم الدراسية هي نفقة. غالبًا ما يُشار إلى شراء الطعام أو الملابس أو الأثاث أو السيارة كمصاريف. المصاريف هي تكلفة «مدفوعة» أو "محولة"، عادة مقابل شيء ذي قيمة. الشيء الذي يبدو أنه يكلف الكثير هو «مكلف». الشيء الذي يبدو أنه يكلف القليل هو «غير مكلف». «مصروفات المائدة» هي نفقات تناول الطعام، المرطبات، وليمة، إلخ.
في المحاسبة، المصاريف لها معنى محدد للغاية. إنها تدفقات نقدية أو أصول قيمة أخرى من شخص أو شركة إلى شخص أو شركة أخرى. هذا التدفق النقدي الخارج بشكل عام هو جانب واحد من التجارة للمنتجات أو الخدمات التي لها قيمة حالية أو مستقبلية مساوية أو أفضل للمشتري من البائع. من الناحية الفنية، المصاريف هي حدث يتم فيه استخدام أصل أو تكبد التزام. فيما يتعلق بالمعادلة المحاسبية، تقلل المصروفات حقوق الملكية. يُعرّف مجلس معايير المحاسبة الدولية المصروفات على أنها:
... انخفاض المنافع الاقتصادية خلال الفترة المحاسبية في شكل تدفقات إلى الخارج أو استنفاد الأصول أو تكبد الخصوم التي تؤدي إلى انخفاض في حقوق الملكية، بخلاف تلك المتعلقة بالتوزيعات على المشاركين في الأسهم. طبقاً للمعايير الدولية لإعداد التقارير المالية.
المصطلح هو مصطلح يستخدم أيضًا في علم الاجتماع، حيث يتم التضحية بثروة أو سعر معين طوعًا أو لا إراديًا من خلال شيء أو شخص ما إلى شيء أو شخص آخر، غالبًا في سياق أن الأخير يستفيد من السابق.

## مسك الدفاتر للمصروفات
في مسك الدفاتر ذات القيد المزدوج، يتم تسجيل المصروفات على أنها مدين لحساب مصروف (حساب قائمة الدخل) ودائن لحساب الأصول أو لحساب الخصوم، وهي حسابات الميزانية العمومية. المصاريف تقلل الأصول أو تزيد الخصوم. تشمل نفقات الأعمال النموذجية الرواتب والمرافق واستهلاك الأصول الرأسمالية ومصروفات الفوائد على القروض. إن شراء أصل رأسمالي مثل مبنى أو معدات ليس مصروف.

## تدفق مالي
في قائمة التدفقات النقدية (بيان تدفق الأموال)، تنقسم النفقات إلى ثلاث فئات:
- التشغيل: المصاريف التشغيلية - راتب الموظفين
- الاستثمار: نفقات رأسمالية - شراء المعدات
- النفقات (المالية) مصروفات تمويلية - مصروفات الفوائد على القروض والسندات.

سواء تم تصنيف نفقات معينة على أنها مصروف، والتي يتم الإفصاح عنها على الفور في قائمة الدخل الخاص بالعمل أو ما إذا كانت مصنفة كنفقات رأسمالية (أو نفقات خاضعة للإهلاك) والتي ليست تدفقات نفقات لقائمة الأموال. على الرغم من ذلك، يتم الإبلاغ عن هذه الأنواع الأخيرة من النفقات كمصروفات عندما يتم استهلاكها من قبل الشركات التي تستخدم المحاسبة على أساس الاستحقاق - كما تفعل معظم الشركات الكبيرة.
يعتمد تحديد المصروف كرأس مال أو دخل باستخدام التفسير الأكثر شيوعًا على المصطلح.
عندما يُنظر إلى النفقات على أنها شراء، فإنها تخفف من هذا التمييز. بعد فترة وجيزة من عملية الشراء، (التي كانت نفقات لن تعود بأي قيمة)، يتم تحديدها عادةً كمصروف. ويتم النظر إليه على أنه رأس مال ذو عمر افتراضي يجب اهلاكه / استهلاكه والاحتفاظ به في الميزانية العمومية إذا احتفظ بالقيمة بعد فترة وجيزة من الشراء.